# Alojzij Mohar
Alojzij Mohar, slovenski policist, pravnik in veteran vojne za Slovenijo, * 1960, Mali Log.
Mohar je direktor Policijske uprave Nova Gorica od 3. aprila 2006.